# Iwao Hakamada
Iwao Hakamada (袴田 巖 Hakamada Iwao?) (Shizuoka, 10 de marzo de 1936) es un exboxeador profesional japonés, conocido por haber pasado 48 años esperando la ejecución de la sentencia que lo condenaba a muerte por el supuesto asesinato de cuatro personas.

## Biografía
Hakamada fue condenado a la pena de muerte por los tribunales de su país el 11 de septiembre de 1968, tras ser acusado de un asesinato masivo acontecido el 30 de junio de 1966. Siempre se sospechó que era inocente, por ello el cumplimiento de su sentencia fue continuamente postergado. Finalmente, el 27 de marzo de 2014, fue puesto en libertad ante nueva evidencia basada en pruebas de ADN presentada por su defensa. Cumplió 48 años en prisión esperando su ejecución, por lo cual está registrado en el Libro Guinness de los récords como la persona que ha pasado más tiempo en el corredor de la muerte.
El 18 de agosto de 1966, Hakamada fue arrestado acusado de asesinar a cuatro personas, su jefe en la fábrica donde trabajaba, la mujer de este y los dos hijos de la pareja.  El 11 de septiembre de 1968, el tribunal de la prefectura de Shizuoka le sentenció a muerte tras escuchar su confesión. Hakamada firmó dicha confesión tras 20 días de interrogatorios, en los que no contó con la presencia de abogado defensor. Hakamada, posteriormente, denunció haber sido maltratado y amenazado durante los interrogatorios. La Corte Suprema de Justicia de Japón ratificó la condena el 19 de noviembre de 1980.
En 2007, Norimichi Kumamoto (1938-2020), uno de los tres jueces que lo juzgó y condenó, declaró que él siempre había creído que Hakamada era inocente.
El 5 de diciembre de 2013, la Fiscalía japonesa decidió desclasificar 176 pruebas relativas al juicio contra Hakamada, entre las que se contaban muestras de sangre encontrada en las ropas que Hakamada, supuestamente, llevaba cuando cometió el crimen. A petición de los abogados de Hakamada, las muestras fueron sometidas a pruebas de ADN, demostrándose que no correspondían a la sangre del condenado. Ante la evidencia, el 27 de marzo de 2014 el tribunal de la prefectura de Shizuoka decidió dejarlo en libertad. El 26 de septiembre de 2024, Hakamada fue declarado inocente y absuelto de los cargos por el Tribunal de Distrito de Shizuoka, 58 años después de su arresto.